# Sorbolo
Sorbolo é uma comuna italiana da região da Emília-Romanha, província de Parma, com cerca de 8.639 habitantes. Estende-se por uma área de 39 km², tendo uma densidade populacional de 222 hab/km².
Faz fronteira com Brescello (RE), Gattatico (RE), Mezzani, Parma.

## Demografia
| Variação demográfica do município entre 1861 e 2011                               |
|                                                                                   |
| Fonte: Istituto Nazionale di Statistica (ISTAT) - Elaboração gráfica da Wikipedia |

## Conexões externas
- «Pagina sobre Sorbolo»